# Łasztownia

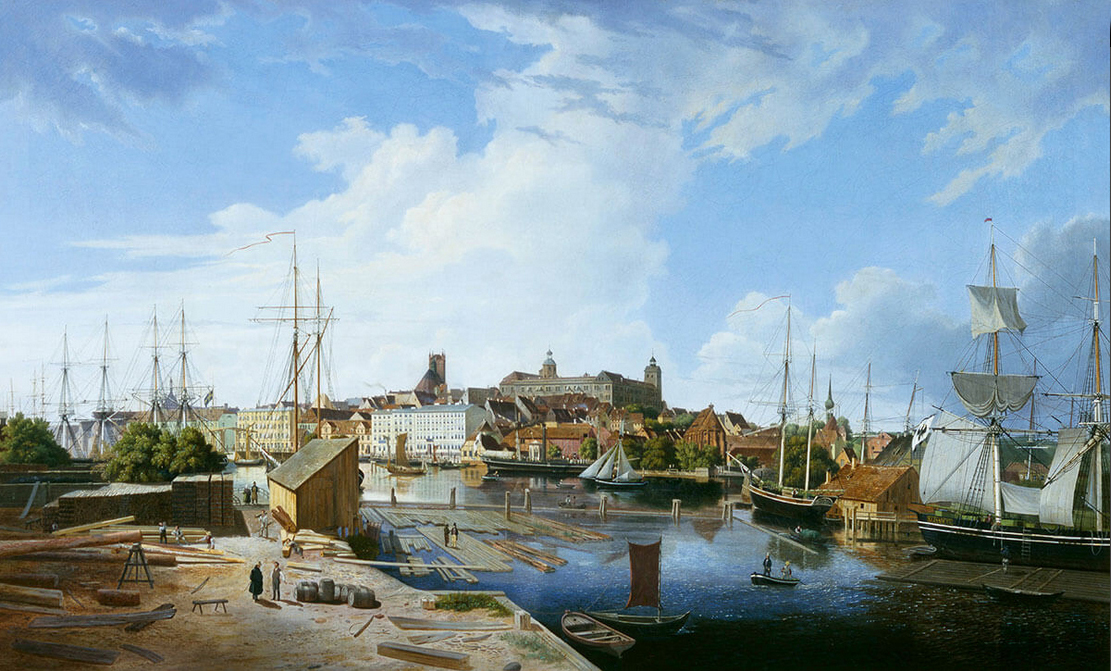
Łasztownia w Szczecinie na obrazie autorstwa Ludwig Eduard Lütke (1836)

Łasztownia (z niem. Lastadie, od łac. lastadium) – w miastach portowych oznaczenie miejsca, gdzie wyładowuje i załadowuje się towary na statki lub też gdzie statki wyładowują swój balast. Na ogół znajdują się w tych miejscach składy towarów, zwane spichlerzami.
Obszary łasztowni zaczęto następnie wykorzystywać również w innych celach, np. do remontu i budowy statków. Tereny, dzielnice określane jako łasztownie pojawiają się między innymi w takich miastach jak: Szczecin (1315), Królewiec (1339), Amsterdam (1342), Elbląg (1343), Wismar (1345), Gdańsk (1361), Stralsund (1393), Lubeka (1412), Rostock (1413), Ryga (1442), Braniewo (1452).